# Messier 59
Messier 59 (auch als NGC 4621 bezeichnet) ist eine elliptische Galaxie im Sternbild Jungfrau. Sie ist schätzungsweise 52 Millionen Lichtjahre von der Milchstraße entfernt, hat einen Scheibendurchmesser von etwa 80.000 Lj und ist Mitglied des Virgo-Galaxienhaufens.
M59 ist eine der größeren elliptischen Galaxien des Virgo-Galaxienhaufens, aber deutlich kleiner als die Giganten M49, M60 und M87. Das Kugelsternhaufensystem umfasst knapp 2.000 Kugelsternhaufen, also etwa das zehnfache der Anzahl in unserem Milchstraßensystem, aber nur ein gutes Zehntel der Anzahl im System von M87. Der Typ dieser Galaxie in der Hubble-Sequenz ist E5, das heißt, die Galaxie ist recht stark abgeflacht.
Messier 59 wurde am 11. April 1779 von dem deutschen Astronomen Johann Gottfried Köhler entdeckt.